# Dżubb al-Chafi (Manbidż)
Dżubb al-Chafi (arab. جب الخفي) – wieś w Syrii, w muhafazie Aleppo, w dystrykcie Manbidż. W 2004 roku liczyła 1159 mieszkańców.